# 2状態系

共鳴波長の光に応答する原子の2準位系は2状態系の例である。

量子力学において、2状態系（2じょうたいけい、英: two-state system）とは、2つの独立な量子状態から構成される量子系である。自明ではない量子系としては最も簡単なものであるが、量子力学の特徴的な性質を備える。コインの表裏のような古典対応物と異なり、2状態系の量子状態を記述する状態ベクトルは、2つの独立な状態の重ね合わせの比率と位相差が異なる無限に多くの状態を取り得る。こうした性質は量子情報理論での量子ビットの基礎をなす。2状態系として記述される系は電子や原子核のスピン 1/2 の系、光子の偏光状態、共鳴波長の光に応答する原子の2準位系、ニュートリノ振動、アンモニア分子の反転モードなどの豊富な物理現象を含む。また、核磁気共鳴やアンモニアメーザーの理論的な基礎付けを与えている。J. J. Sakurai の著書 "Modern quantum mechanics" ではノーベル賞受賞者で2状態系の解析に携わった者として、7人の名を挙げている。

## 概要
2状態系では正規直交化された2つの状態ベクトル |1⟩, |2⟩ で任意の量子状態を表すことができる。|1⟩, |2⟩ の取り方は自由であるが、通常、実験的に準備でき、かつ物理的な意味づけが明確なものが用いられる。例えば、スピン 1/2 の系での固有状態、外場を印加しない状態での原子の2準位がそうした例である。
2つの状態ベクトル |1⟩, |2⟩ は正規直交性
{\displaystyle \langle \alpha |\beta \rangle =\delta _{\alpha \beta }\quad (\alpha ,\beta =1,2)}
と完全性の条件
{\displaystyle |1\rangle \langle 1|+|2\rangle \langle 2|={\hat {I}}}
を満たすものとする。但し、δαβ はクロネッカーのデルタであり、 は恒等演算子である。
任意の状態ベクトル |ψ⟩ は |1⟩, |2⟩ の線形結合として、次の形で表すことができる。
{\displaystyle |\psi \rangle =c_{1}|1\rangle +c_{2}|2\rangle }
状態ベクトルは2次元複素ヒルベルト空間の元である。また、オブザーバブルとしての物理量は縮退のある場合を除き、2つの固有状態を持つ。|ψ⟩ に規格化条件を課す場合、複素係数 c1, c2 は
{\displaystyle |c_{1}|^{2}+|c_{2}|^{2}=1}
を満たす。特に2つの状態ベクトル |1⟩, |2⟩ がオブザーバブルの縮退のない固有状態、すなわち観測可能かつ識別できる状態に対応するならば、規格化された状態ベクトル |ψ⟩ に対し、観測により系が状態 |1⟩ にあることを見いだす確率は |c1|2、状態 |2⟩ にあることを見いだす確率は |c2|2 で与えられる。

## ハミルトニアン
2状態系のハミルトニアンは2次元複素ヒルベルト空間のエルミート作用素であり、基底の選択の下、状態ベクトルに2×2行列として作用する。基底として完全正規直交基底 |1⟩, |2⟩ を取れば、ハミルトニアンは
{\displaystyle {\hat {H}}=H_{11}|1\rangle \langle 1|+H_{12}|1\rangle \langle 2|+H_{21}|2\rangle \langle 1|+H_{22}|2\rangle \langle 2|}
の形で表すことができる。このとき、ハミルトニアンの行列要素 Hαβ は基底の正規直交性より
{\displaystyle H_{\alpha \beta }=\langle \alpha |{\hat {H}}|\beta \rangle \quad (\alpha ,\beta =1,2)}
と書ける。また、ハミルトニアンのエルミート性から対角成分の実数条件
{\displaystyle H_{11}=H_{11}^{*},\,H_{22}=H_{22}^{*}}
及び非対角成分の条件
{\displaystyle H_{12}=H_{21}^{*}}
が要請される。ここで、a* は a の複素共役を表わす。
ハミルトニアン  の固有値 EI, EII に対応する固有ベクトルをそれぞれ |I⟩, |II⟩ とする。
{\displaystyle {\hat {H}}|\mathrm {I} \rangle =E_{\mathrm {I} }|\mathrm {I} \rangle }
{\displaystyle {\hat {H}}|\mathrm {II} \rangle =E_{\mathrm {II} }|\mathrm {II} \rangle }
このとき、補助変数 θ, φ を
{\displaystyle \tan {\theta }={\frac {2|H_{12}|}{H_{11}-H_{22}}}\quad (0\leq \theta <\pi )}
{\displaystyle H_{21}=|H_{21}|e^{i\phi }\quad (0\leq \phi <2\pi )}
として、
{\displaystyle E_{I}={\frac {1}{2}}(H_{11}+H_{22})+{\frac {1}{2}}{\sqrt {(H_{11}-H_{22})^{2}+4|H_{12}|^{2}}}}
{\displaystyle E_{II}={\frac {1}{2}}(H_{11}+H_{22})-{\frac {1}{2}}{\sqrt {(H_{11}-H_{22})^{2}+4|H_{12}|^{2}}}}
{\displaystyle |\mathrm {I} \rangle =\cos {\frac {\theta }{2}}e^{-i\phi /2}|1\rangle +\sin {\frac {\theta }{2}}e^{i\phi /2}|2\rangle }
{\displaystyle |\mathrm {II} \rangle =-\sin {\frac {\theta }{2}}e^{-i\phi /2}|1\rangle +\cos {\frac {\theta }{2}}e^{i\phi /2}|2\rangle }
と求めることができる。|1⟩, |2⟩ と 上記の |I⟩, |II⟩ はユニタリ変換で結ばれており、 |I⟩, |II⟩ も正規直交性
{\displaystyle \langle a|b\rangle =\delta _{ab}\quad (a,b=\mathrm {I} ,\mathrm {II} )}
と完全性
{\displaystyle |\mathrm {I} \rangle \langle \mathrm {I} |+|\mathrm {II} \rangle \langle \mathrm {II} |={\hat {I}}}
の条件を満たす基底である。また、|I⟩, |II⟩ は次の形で  のスペクトル分解を与える。
{\displaystyle {\hat {H}}=E_{\mathrm {I} }|\mathrm {I} \rangle \langle \mathrm {I} |+E_{\mathrm {II} }|\mathrm {II} \rangle \langle \mathrm {II} |}

## 時間発展
量子状態
{\displaystyle |\psi (t)\rangle =c_{1}(t)|1\rangle +c_{2}(t)|2\rangle \quad (|c_{1}(t)|^{2}+|c_{2}(t)|^{2}=1)}
の時間発展はシュレディンガー方程式
{\displaystyle i\hbar {\frac {\partial }{\partial t}}|\psi (t)\rangle ={\hat {H}}|\psi (t)\rangle }
に従うことから、時間発展は複素係数 c1, c2 の微分方程式
{\displaystyle i\hbar {\frac {\mathrm {d} }{\mathrm {d} t}}c_{1}(t)=H_{11}c_{1}(t)+H_{12}c_{2}(t)}
{\displaystyle i\hbar {\frac {\mathrm {d} }{\mathrm {d} t}}c_{2}(t)=H_{21}c_{1}(t)+H_{22}c_{2}(t)}
で与えられる。

## 例

### 共鳴波長の光に応答する2準位原子系
光と相互する原子の系は、共鳴条件において、2準位原子としての近似が可能であり、2状態系として扱える。原子の特定の2準位として、エネルギー準位 E1 の下側の準位1とエネルギー準位 E2 の上側の準位2を考える。光の波長が共鳴条件付近にあれば、準位2の状態はエネルギー ħω21 = E2 − E1 の光子を放出して準位1に遷移し、準位1の状態はエネルギー ħω21 の光子を吸収して準位2に遷移する。レーザー光のような単色性のよい光では、状態の遷移は準位1と準位2の間に限られ、他の準位への遷移は無視できるため、2準位原子として近似できる。

### スピン1/2の系
電子や原子核のスピン 1/2 の系は2状態系の典型例である。スピン演算子 x, y, z で記述されるスピン 1/2 の系に対し、量子化軸として z 軸をとると、z の固有値 +ħ/2, −ħ/2 の固有状態として、|+⟩, |−⟩ が取れる。

## パウリ行列による表現

### パウリ行列の導入
2状態系の演算子の記述には、パウリ行列による表現が適用できる。エルミート演算子
{\displaystyle {\hat {\sigma }}_{1}=|1\rangle \langle 2|+|2\rangle \langle 1|}
{\displaystyle {\hat {\sigma }}_{2}=-i(|1\rangle \langle 2|-|2\rangle \langle 1|)}
{\displaystyle {\hat {\sigma }}_{3}=|1\rangle \langle 1|-|2\rangle \langle 2|}
を導入すると、これらは関係式
{\displaystyle {\hat {\sigma }}_{1}^{\,2}={\hat {\sigma }}_{2}^{\,2}={\hat {\sigma }}_{3}^{\,2}={\hat {I}}}
{\displaystyle {\hat {\sigma }}_{1}{\hat {\sigma }}_{2}=-{\hat {\sigma }}_{2}{\hat {\sigma }}_{1}=i{\hat {\sigma }}_{3},\quad {\hat {\sigma }}_{2}{\hat {\sigma }}_{3}=-{\hat {\sigma }}_{3}{\hat {\sigma }}_{2}=i{\hat {\sigma }}_{1},\quad {\hat {\sigma }}_{3}{\hat {\sigma }}_{1}=-{\hat {\sigma }}_{1}{\hat {\sigma }}_{3}=i{\hat {\sigma }}_{2}}
を満たす。
特に状態ベクトル |1⟩, |2⟩ を特定の基底
{\displaystyle |1\rangle ={\begin{pmatrix}1\\0\end{pmatrix}},\,|2\rangle ={\begin{pmatrix}0\\1\end{pmatrix}}}
と対応させたときに、k は
{\displaystyle {\hat {\sigma }}_{1}={\begin{pmatrix}0&1\\1&0\\\end{pmatrix}}{\mbox{, }}\quad {\hat {\sigma }}_{2}={\begin{pmatrix}0&-i\\i&0\\\end{pmatrix}}{\mbox{, }}\quad {\hat {\sigma }}_{3}={\begin{pmatrix}1&0\\0&-1\\\end{pmatrix}}}
となり、パウリ行列そのものになる。任意の演算子
{\displaystyle {\hat {A}}=A_{11}|1\rangle \langle 1|+A_{12}|1\rangle \langle 2|+A_{21}|2\rangle \langle 1|+A_{22}|2\rangle \langle 2|\quad (A_{\alpha \beta }=\langle \alpha |{\hat {A}}|\beta \rangle )}
は恒等演算子  と k (k = 1, 2, 3) により、
{\displaystyle {\begin{aligned}{\hat {A}}&=a_{0}{\hat {I}}+a_{1}{\hat {\sigma }}_{1}+a_{2}{\hat {\sigma }}_{2}+a_{3}{\hat {\sigma }}_{3}\\&=a_{0}{\hat {I}}+{\vec {a}}\cdot {\vec {\hat {\sigma }}}\end{aligned}}}
と展開できる。但し、展開係数は
{\displaystyle a_{0}={\frac {1}{2}}\operatorname {Tr} ({\hat {A}})={\frac {1}{2}}(A_{11}+A_{22})}
{\displaystyle a_{1}={\frac {1}{2}}\operatorname {Tr} ({\hat {\sigma }}_{1}{\hat {A}})={\frac {1}{2}}(A_{21}+A_{12})}
{\displaystyle a_{2}={\frac {1}{2}}\operatorname {Tr} ({\hat {\sigma }}_{2}{\hat {A}})={\frac {i}{2}}(A_{12}-A_{21})}
{\displaystyle a_{3}={\frac {1}{2}}\operatorname {Tr} ({\hat {\sigma }}_{3}{\hat {A}})={\frac {1}{2}}(A_{11}-A_{22})}
で与えられる。特に  がエルミート演算子である場合、これらの展開係数は実数となる。

### 時間発展作用素への応用
ハミルトニアン  が時間に陽に依存しない場合、時間発展演算子は行列指数関数で与えられるが、2状態系ではパウリ行列による展開で直接的に求めることができる。ハミルトニアン  はパウリ行列で
{\displaystyle {\begin{aligned}{\hat {H}}&=\hbar \omega _{0}{\hat {I}}+\hbar \omega _{1}{\hat {\sigma }}_{1}+\hbar \omega _{2}{\hat {\sigma }}_{2}+\hbar \omega _{3}{\hat {\sigma }}_{3}\\&=\hbar \omega _{0}{\hat {I}}+\hbar {\vec {\omega }}\cdot {\vec {\hat {\sigma }}}\end{aligned}}}
の形で展開できる。第一項は時間発展には共通位相因子分 e−iω0t しか寄与せず、エネルギーの基準を取り直すことで無視してもよい。このとき　時間発展演算子はパウリ行列の行列指数関数の性質により、
{\displaystyle {\begin{aligned}{\hat {U}}(t,0)&=e^{-{\frac {i}{\hbar }}{\hat {H}}t}\\&=e^{-i\omega _{0}t{\hat {I}}}e^{-it{\vec {\omega }}\cdot {\vec {\hat {\sigma }}}}\\&=e^{-i\omega _{0}t}\left\{\cos {(|{\vec {\omega }}|t)}\,{\hat {I}}-i\sin {(|{\vec {\omega }}|t)}\,({\vec {n}}\cdot {\vec {\hat {\sigma }}})\right\}\end{aligned}}}
で与えられる。但し、n→ は
{\displaystyle {\vec {n}}={\frac {\vec {\omega }}{|{\vec {\omega }}|}}}
で与えられる単位ベクトルである。

## ブロッホ球

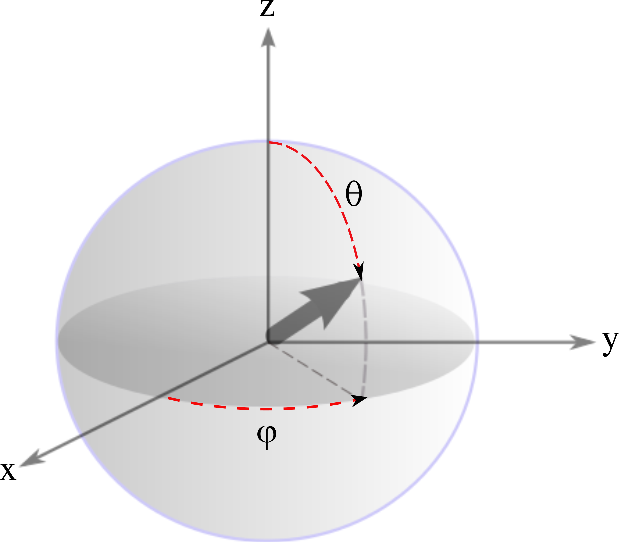
ブロッホ球による表示

2状態系は3次元実空間の単位球面であるブロッホ球で記述することができる。2状態系の密度行列
{\displaystyle {\begin{aligned}{\hat {\rho }}&=|\psi \rangle \langle \psi |\\&=|c_{1}|^{2}|1\rangle \langle 1|+c_{1}c_{2}^{\,\ast }|1\rangle \langle 2|+c_{2}c_{1}^{\,\ast }|2\rangle \langle 1|+|c_{2}|^{2}|2\rangle \langle 2|\end{aligned}}}
はパウリ行列により、
{\displaystyle {\hat {\rho }}=s_{0}{\frac {\hat {I}}{2}}+s_{1}{\frac {{\hat {\sigma }}_{1}}{2}}+s_{2}{\frac {{\hat {\sigma }}_{2}}{2}}+s_{3}{\frac {{\hat {\sigma }}_{3}}{2}}}
と展開できる。但し、展開係数は
{\displaystyle s_{0}=\operatorname {Tr} ({\hat {\rho }})=|c_{1}|^{2}+|c_{2}|^{2}=1}
{\displaystyle s_{1}=\operatorname {Tr} ({\hat {\sigma }}_{1}{\hat {\rho }})=c_{1}^{\,\ast }c_{2}+c_{2}^{\,\ast }c_{1}}
{\displaystyle s_{2}=\operatorname {Tr} ({\hat {\sigma }}_{2}{\hat {\rho }})=i(c_{1}c_{2}^{\,\ast }-c_{2}c_{1}^{\,\ast })}
{\displaystyle s_{3}=\operatorname {Tr} ({\hat {\sigma }}_{3}{\hat {\rho }})=|c_{1}|^{2}-|c_{2}|^{2}}
で与えられる実数である。ここで
{\displaystyle {\vec {s}}(t)=s_{1}{\vec {e_{1}}}+s_{2}{\vec {e_{2}}}+s_{2}{\vec {e_{3}}}}
で定義される単位ベクトルをブロッホベクトルといい、ブロッホベクトルがなす単位球面をブロッホ球という。ブロッホ球上の点は経度 π/2 − θ、経度 φ とする極座標の実パラメータ (φ, θ) で表すことができる。2状態系のブロッホ球による表示は米国の物理学者リチャード・ファインマンによって導入された。

### 論文
- Feynman, Richard P.; Vernon Jr., Frank L.; Hellwarth, Robert W. (1957). “Geometrical Representation of the Schrödinger Equation for Solving Maser Problems” (PDF). J. Appl. Phys. (AIP) 28 (1):  49–52. Bibcode: 1957JAP....28...49F. doi:10.1063/1.1722572. ISSN 0021-8979. LCCN 33-23425. OCLC 900973293.

### 書籍
- 北野, 正雄『量子力学の基礎』共立出版、2010年1月23日。ASIN 4320034627。ISBN 978-4320034624。 NCID BB00852726。OCLC 502981559。全国書誌番号:21708221。
- 高林, 武彦『量子力学とは何か』サイエンス社〈臨時別冊・数理科学 SGCライブラリ〉、1999年1月1日。ASIN B01FZ4D4HQ。OCLC 939470321。全国書誌番号:20312053。ISSN 0386-8257。
- Cohen-Tannoudj, Claude; Diu, Bernard (1977). Quantum mechanics. Wiley. ASIN 047116433X. ISBN 978-0471164333. NCID BA03236991. OCLC 908955541
- Feynmann, Richard P.; Leighton, Robert B.; Sands, Matthew (1963). The Feynman lectures on physics. III. Addison-Wesley Pub. Co. ASIN B0007GPYH6. ISBN 978-0201021189. NCID BA1849900X. OCLC 986948265
- Sakurai, J. J.; Napolitano, Jim J. (July 14, 2010). Modern quantum mechanics (2nd ed.). Addison-Wesley. ASIN 0805382917. ISBN 978-0805382914. NCID BB02900772. LCCN 2010-22349. OCLC 641998678